# Klaus Schöning
Klaus Schöning (* 1936 in Rastenburg, Masuren) ist ein deutscher Hörspielautor und Regisseur. Bis 2001 war er Redaktionsleiter des von ihm aufgebauten Studios Akustische Kunst des WDR.

## Leben
Klaus Schöning studierte Theater- und Literaturwissenschaft, Philosophie und Publizistik an den Universitäten in München, Göttingen und Berlin, bevor er nach dreijähriger Tätigkeit am Theater zum Westdeutschen Rundfunk nach Köln ging. Seit 1968 baute er dort das WDR-3-HörSpielStudio auf, das ab 1991 unter dem Namen Studio Akustische Kunst als eines der Zentren internationaler Ars Acustica gilt. Klaus Schöning lehrt als Honorarprofessor der Kunsthochschule für Medien Köln.
Schöning war Initiator und Jury-Mitglied des in dreijährlichem Rhythmus vergebenen Prix Ars Acustica des WDR. Außerdem war Schöning Erster Chairman der Working Group Ars Acustica der Europäischen Rundfunkunion (EBU), Mitglied des Beirats Medien des Goethe-Instituts und künstlerischer Leiter der Sound Art Festivals Acustica International in Köln, New York, Montreal, Kopenhagen und San Francisco.

## Werk
Klaus Schöning hat mehr als 20 Hörspiele verfasst, u. a. die Tetralogie Die vier Elemente in der akustischen Kunst (1999–2005). Seine essayistischen Sendungen porträtierten u. a. James Joyce, Mauricio Kagel, Eric Satie und John Cage, zu dessen 75. Geburtstag er am 14./15. Februar 1987 eine 24-stündige Radio-Hommage, den NachtCageTag, sendete.
Als Regisseur hat er Stücke von Ernst Jandl, Helmut Heißenbüttel, Friederike Mayröcker und Gerhard Rühm inszeniert. 1977 adaptierte er Orson Welles’ Hörspiel Krieg der Welten von 1938.
Klaus Schöning hat mehrere Sammelbände zu Formen und Theorie des „Neuen Hörspiels“ herausgegeben.

## Hörspiele
- 1977 Krieg der Welten nach Orson Welles (WDR)
- 1999 Die vier Elemente in der akustischen Kunst (1. Folge: Aqua), Regie: der Autor (SWF)
- 2002 Ryôan-Ji oder Die Gärten der Leere / Just to rolywholyover . Stimmenkomposition (Deutschlandradio Kultur)
- 2004 Die vier Elemente in der akustischen Kunst (2. Folge: Terra), Regie: der Autor (SWF)
- 2004 Die vier Elemente in der Akustischen Kunst (3. Folge: Aer – Vom Klang der Luft), Regie: der Autor (SWF)
- 2005 Die vier Elemente in der Akustischen Kunst (4. Folge: Ignis – Feuer), Regie: der Autor (SWF)

### Hörspielregie (Auswahl)
- 1964 Albert Camus: Der Abtrünnige oder Ein verwirrter Geist, Komposition: Enno Dugend (WDR)
- 1966 Miguel de Unamuno: San Manuel (WDR)
- 1968 Konrad Bayer, Gerhard Rühm: Sie werden mir zum Rätsel, mein Vater – Eine burleske Horchkomödie (WDR)
- 1968 Max Bense, Ludwig Harig: Der Monolog der Terry Jo (SR/RB)
- 1969 Gerhard Rühm: Ophelia und die Wörter (WDR)
- 1969 Jürgen Becker: Hausfreunde(WDR/SDR/SWF)
- 1971 Helmut Heißenbüttel: Marlowes Ende (WDR)
- 1971 Michael Scharang: Fragestunde (WDR)
- 1974 Hans Magnus Enzensberger: „Verweht“ – Aus dem Nachleben eines Films (WDR)
- 1975 Helmut Heißenbüttel: Mein Name ist Ludwig Wittgenstein oder Die Chimäre (WDR)
- 1981 Gabriele Wohmann: Hebräer 11,1 (WDR)
- 1984 John Cage: Mirage Verbal – Writings through Marcel Duchamp’s Notes (WDR)
- 1985 Klaus Schöning: Klänge sind nur Schaumblasen auf der Oberfläche der Stille – Vom Reichtum der akustischen Kunst (SWF)
- 1985 Henri Chopin: Le Corpsbis (WDR)
- 1986 Friederike Mayröcker: Die Umarmung, nach Picasso (WDR)
- 1989 Friederike Mayröcker: Repetitionen – Nach Max Ernst (WDR/NDR)
- 1991 Klaus Schöning: Anthologie Ars Acustica (Riverrun. Vom Reichtum der akustischen Kunst. 2-teilige Klangmontage aus WDR-Produktionen) (WDR)
- 1991 Josephine Truman: Sdreamings (WDR)
- 1993 Pauline Oliveros: A Poem Of Change (WDR)
- 1993 Klaus Schöning, Hein Bruehl: Satelliten-Klangbrücke Köln – Kyoto Akustische Dokumentation über die Klangbrücke von Bill Fontana (WDR)
- 1994 Friederike Mayröcker: Schubertnotizen oder das unbestechliche Muster der Ekstase, Komposition: Pierre Henry (WDR)
- 1998 George Brecht: Unterwegs notiert (WDR)
- 1998 Pauline Oliveros: Ear Piece (WDR)
- 2001 Friederike Mayröcker: Das Couvert der Vögel (WDR) (ausgezeichnet mit dem Karl-Sczuka-Preis)
- 2001 Klaus Schöning: riverrun. Voicings – Von der menschlichen Stimme. Montage mit Klangzitaten aus Werken des Studios Akustische Kunst (WDR)
- 2001 Klaus Schöning: riverrun. Soundscapes – Vom Universum der Klänge und Geräusche inmitten der Stille (WDR)
- 2005 Friederike Mayröcker: Gertrude Stein hat die Luft gemalt, Komposition: Mauricio Kagel (Deutschlandradio Kultur/ORF)
- 2006 Joachim Gasquet: Das Motiv, Komposition: Nadja Schöning (Deutschlandradio Kultur)
- 2008 Friederike Mayröcker: Gärten, Schnäbel, ein Mirakel, ein Monolog, ein Hörspiel (ORF/SWR)
- 2008 Friederike Mayröcker: Kabinett Notizen – nach James Joyce, Komposition: Nadja Schöning (HR)
- 2010 Claude Simon: Das Haar der Berenike/La Chevelure de Bérénice (In französischer und deutscher Sprache) (Deutschlandradio Kultur)
- 2011 Friederike Mayröcker: Oder 1 Schumannwahnsinn (ORF/SWR)

## Preise
- 1983 Berliner Kunstpreis der Akademie der Künste (Förderpreis Film/Hörfunk/TV)
- 1993 Medienkunstpreis des Zentrum für Kunst und Medientechnologie (ZKM), Karlsruhe
- 2004 Ehrenpreis des Deutschen Klangkunstpreises

## Publikationen
- Neues Hörspiel. Texte. Partituren. Mit Schallplatte Ernst Jandl/Friederike Mayröcker "Fünf Mann Menschen". Suhrkamp, Frankfurt am Main 1969.
- Neues Hörspiel. Essays, Analysen, Gespräche. Suhrkamp, Frankfurt am Main 1970.
- Neues Hörspiel. O-Ton. Der Konsument als Produzent. Suhrkamp, Frankfurt am Main 1974, ISBN 978-3-518-00705-1.
- Schriftsteller und Hörspiel. Reden zum Hörspielpreis der Kriegsblinden Athenäum, Königstein/Ts. 1981, ISBN 978-3-7610-8171-6.
- Spuren des Neuen Hörspiels. Suhrkamp, Frankfurt am Main 1982, ISBN 978-3-518-10900-7.
- John Cage. Roaratorio. Ein irischer Circus über Finnegans Wake Mit MC. Athenäum, Königstein/Ts. 1982, ISBN 978-3-7610-8185-3.
- Hörspielmacher. Autorenportraits und Essays. Athenäum, Königstein/Ts. 1983, ISBN 978-3-7610-8255-3.
- Nachtcagetag. 24 Stunden für und mit John Cage. WDR, Köln 1987.
- Vom Neuen Hörspiel zur Akustischen Kunst zur Ars Acustica als Ars Intermedia. Mit CD. Königshausen & Neumann, Würzburg 2021, ISBN 978-3-8260-7318-2.